# Kirsty Soames
Kirsty Soames es un personaje ficticio de la exitosa serie de televisión británica Coronation Street, interpretada por la actriz Natalie Gumede del 7 de septiembre de 2011, hasta el 3 de abril de 2013.

## Biografía
Kirsty aparece por primera vez en el 2011 cuando Tommy Duckworth le paga para que vaya a platicar con su amigo Tyrone Dobbs, ambos se llevan bien y más tarde en la noche intercambian números, sin embargo cuando Tyrone se entera de que Tommy le había pagado a Kirsty se molesta pero ella le dice que en realidad está interesada en él y comienzan a salir. Poco después Kirsty tiene un enfrentamiento con Tina McIntyre luego de que Tina estacionara el auto de Rita Sullivan en el lugar de Kirsty, luego Tina la acusa de haber rayado el coche de Rita, Kirsty lo niego y le revela a Tina que es oficial de policía.
Poco después Kirsty comienza a volverse posesiva de Tyrone y constantemente le causa problemas a Tina como hacerla detener por un guardia de seguridad en un centro comercial, cuando Kirsty cree que Tina está en el coche de Rita la detiene falsamente por exceso de velocidad, sin embargo luego se da cuenta de que la que está en el coche es Rita. Cuando Tyrone escucha a Kirsty admitiendo que había estado ocasionándole problemas a Tina intencionalmente decide terminar con ella. Sin embargo molesta Kirsty toma su auto de policía y comienza a seguir a Tina y Tyrone ocasionando un accidente, cuando Kirsty es llevada al hospital los doctores le dicen que está embarazada y cuando Tyrone se entera decide darle una segunda oportunidad. Tina decide reportar a Kirsty por acoso, sin embargo luego se retracta.
Tina ve a Kirsty con un hombre y le decide decírselo a Tyrone. Cuando Kirsty llega a su casa Tyrone la acusa de engañarlo con otro hombre por lo que antes de irse Kirsty le revela que el hombre con el que se encontró era en realidad su primo quien la estaba ayudando a encontrar un regalo para él. Tyrone decide ir a la estación de policía para disculparse con ella, ahí le propone matrimonio y ella acepta.
Finalmente a inicios de abril del 2013 Kirsty finalmente es arrestada y enviada a prisión luego de revelarle a la policía que ella era la que golpeada a Tyrone.